# Fritz Endres (Historiker)

Fritz Endres, porträtiert von Emil Stumpp

Friedrich „Fritz“ Endres (* 1. Februar 1886 in München; † 26. September 1945 ebenda) war ein deutscher Pädagoge, Historiker und Journalist.

## Leben
Der Sohn von Karl von Endres und Bruder von Franz Carl Endres studierte an der Ludwig-Maximilians-Universität München Geschichte bei Karl Theodor von Heigel, dessen Tochter Elisabeth er am 2. Juli 1909 heiratete. 1908 promovierte er zum Dr. phil. und lehrte anschließend bis 1914 als Dozent für Geschichte an der Bayrischen Kriegsschule. Danach leistete er Kriegsdienst im Ersten Weltkrieg und war im Pressereferat des Staatsministeriums für militärische Angelegenheiten tätig. 1916 trat er eine Position als Geschichtslehrer am Kadettenkorps an. Auch war er regelmäßiger Mitarbeiter der München-Augsburger Abendzeitung.
Endres zog dann nach Lübeck, wo er 1922 Prokurist der Buddenbrooks-Buchhandlung wurde. Danach war er Studienassessor bzw. Studienrat (1925) am Johanneum zu Lübeck. Er wirkte außerdem als Regisseur und Dramaturg am Lübecker Stadttheater und schrieb Literatur- und Theaterkritiken für die Lübecker Blätter.
Endres wurde 1936 Professor an der Hochschule für Lehrerbildung in Weilburg. Am 10. November 1937 beantragte er die Aufnahme in die NSDAP und wurde rückwirkend zum 1. Mai desselben Jahres aufgenommen (Mitgliedsnummer 5.940.297). Nach der kriegsbedingten Schließung der Hochschule war er 1941 als Studienrat in Marburg an der Drau tätig. 1945 floh er zurück in seine Geburtsstadt München, wo er im gleichen Jahr starb.
Endres publizierte Monografien und Aufsätze zu historischen und literaturwissenschaftlichen Themen.

## Schriften (Auswahl)
- Prinzregent Luitpold und die Entwicklung des modernen Bayern. München 1916, OCLC 685172012.
- Die Verbreitung des Deutschtums über die Erde. Frankfurt am Main 1928, OCLC 837809079.
- Gerhart Hauptmann. Der Dichter einer Übergangszeit. Akademie-Verlag, Berlin 1978, OCLC 444681788.
- Emil Strauß. Ein Versuch. München 1936, OCLC 246036126.